# Campanya de Bagdad de Tamerlà
La campanya de Bagdad fou una campanya militar de Tamerlà que va portar a la conquesta de Bagdad el 1393, que no onstant es va perdre el 1394.
El dia 21 d'agost de 1393 va arribar a la cort de Tamerlà el mufti Nur al-Din Abd al-Rahman Isfarayini, famós com a doctor en religió, que venia de Bagdad com ambaixador del sultà jalayírida Ahmad ibn Uways. Fou ben rebut per Timur i portava la submissió del sultà i s'excusava perquè aquests no hi havia anat personalment a causa del pànic que li causava Timur, al que ni podia ni volia combatre; es van intercanviar regals i Timur va exigir que la moneda s'havia d'encunyar amb el seu nom i a la pregaria del divendres s'havia de citar igualment el seu nom; Timur va considerar que la seva petició no havia estat acollida favorablement i va despatxar al ambaixador amb mostres d'afecte personal però amb un marcat distanciament del seu sobirà al que no va enviar cap resposta positiva.
Timur va decidir anar a Bagdad. Va encarregar a Pir Muhammad ibn Jahangir d'agafar l'equipatge i les dames de la cort i marxar cap a Sultaniya. El 30 d'agost de 1393 va marxar cap a Bagdad i després de tres o quatre dies de marxa va arribar a Kura Kurgan. L'endemà al matí va trobar a les forces del cap turcman Muhammad, a las que va atacar amb 100 cavallers, les va derrotar i va fer fugir. L'exèrcit de Timur va saquejar Shahrazur que estava sota domini de Muhammad. Es va aturar allí i a la nit, amb una llitera i grans torxes, va sortir per diversos camins estrets i llos poc accessibles; va arribar a Ibrahim Lik on els habitants van confessar que havien enviats coloms missatgers a Bagdad per alertar de la seva arribada; Timur va fer escriure un altre missatge en que informava de que s'havien equivocat i que els que havien vist no era a Timur i als seus sinó a grups turcmans que fugien. El colom missatger va portar aquesta falsa notícia a Bagdad i el sultà Ahmad ibn Uways es va tranquil·litzar però no se’n va refiar i va fer portar les seves pertinences a l'altre costat del Tigris.
Després Tamerlà va enviar a Osman Bahadur com explorador cap a Bagdad i ell mateix va agafar el comandament de l'exèrcit que seguiria al darrere. Bagdad estava a uns 80 km i hi va arribar el 17 de setembre de 1393. El sultà havia fugit i el pont havia estat destruït; les barques per passar estaven enfonsades. Ahmad ibn Uways es va dirigir a Hilla.
Les tropes de Timur que ocupaven uns 6 km d'extensió, es van tirar a l'aigua per passar el riu nadant. Muhammad Azad va trobar el galió reial (anomenat Shams = el Sol) que va portar a Bagdad i amb el que Timur va travessar el riu. Miran Shah va travessar el riu per Karyatula Kab, als suburbis de la vila. Arribats a l'altre costat va començar un saqueig sistemàtic dels camps. Timur va perseguir a Ahmad i va passar per Sarfar (un suburbi a uns 15 km) i va arribar a Karbaru (a uns 50 km de Bagdad); els prínceps estrangers (els nevians), els amirs i altres notables li van aconsellar tornar a Bagdad per descansar. Timur va accedir i va retornar, allotjant-se al palau del sultà Ahmad que fou saquejat.
Les tropes van perseguir a Ahmad durant dos dies i van arribar a l'Eufrates que el sultà havia passat unes hores abans destruint al seu darrera el pont i enfonsant els vaixells. El sultà havia agafat la ruta cap a Damasc per Kerbala. Osman Bahadur que era allí i va rebre la notícia, es va oferir per passar el riu nedant amb els seus homes i atrapar al fugitiu; però la majoria dels amirs opinaven que era millor seguir al costat del riu fins a trobar un lloc de pas segur per a tot l'exèrcit, i així es va fer; mes amunt van trobar quatre barques amb les que van passar alguns amirs amb els cavalls lligats a les barques; tot l'exèrcit els va imitar i es va transportar a l'altre costat on van poder seguir la persecució a cavall. L'equipatge del sultà fou atrapat i els mobles, tendes, catifes, diners i tresors va caure a les seves mans.
Miran Shah pel seu costat havia arribat a Hilla i va enviar les tropes també a perseguir a Ahmad. Aibagi Aglan (príncep genguiskhànida, probablement txagataïda), Jalal Hamid, Osman Bahadur, Shaikh Arslan i Shaikh Khoja (fill de Xaikh Ali Bahadur) també van sortir en persecució del jalayírida. Finalment el sultà fou atrapat per un grup de 45 amirs a la plana de Kerbala el 7 d'octubre de 1393. Ahmad ibn Uways anava acompanyat de 2000 homes i en va enviar 200 cavallers contra els 45 amirs; els van poder rebutjar però els cavalls estaven molt cansats i el sultà havia agafat avantatge i ja no el van poder perseguir; era un dia extremadament calorós i la plana no tenia aigua i els timúrides van tenir la sensació de que podien morir allí però van aconseguir arribar a l'Eufrates a l'altura de Makhad. Alli no van tardar a fer presoners a membres de la comitiva del sultà deixats enrere, com el fill Ala al-Dawla ibn Ahmad i altres fills i esposes. Tots foren portats al campament imperial
Muhammad Sultan havia estat operant al Kurdistan i acabada la tasca (vegeu Campanya del Kurdistan (1393)) va arribar a Bagdad on va poder saludar a Timur. D'alli va anar cap a Wasit, seu del govern provincial del mateix nom, pel qual havia estat designat. Miran Shah, que era a Hilla, fou enviat a Bàssora. Els fills i esposes del sultà Ahmad ibn Uways, junt amb tots els artesans, artistes i savis de Bagdad foren enviats a Samarcanda i entre ells Khoja Abd al-Kader, que era autor d'un anomenat llibre de música. Va romandre dos mesos a Bagdad durant els quals el seu exèrcit va seguir operant a tot l'Iraq Arabí. Bagdad va pagar un rescat per la conservació de vides i bens. Timur va ordenar tirar al Tigris totes les botelles o botes de vi que es trobessin a Bagdad
El govern de Bagdad fou conferit al sarbadàrida Khwaja Masud Sabzawari, nebot d' Ali Muayyad ibn Masud Sabzawari, que disposava d'una força de 3000 sabzawaris. Timur va sortir de Bagdad el 8 de novembre de 1393, deixant a Bagdad a l'amir Osman Abbas, que havia estat ferit en un combat i va rebre una pensió de mil dinars.
La conquesta de Bagdad fou efímera perquè el sultà Ahmad ibn Uways va poder arribar a territori dels mamelucs del Caire i a l'any següent va retornar amb suport dels mamelucs i va ocupar la regió. Tot i disposar de 3000 homes, Sabzawari es va haver de retirar de Bagdad cap a Xuixtar, al Khuzestan.